# Vegaøerne
|  | Sammenskrivningsforslag Artiklerne Vega (Norge), Vegaøerne er foreslået sammenskrevet. (Siden marts 2017) Diskutér forslaget |

65°40′35″N 11°57′46″Ø / 65.67639°N 11.96278°Ø
 For alternative betydninger, se Vega. (Se også artikler, som begynder med Vega)
Vegaøerne er en 163 km² stor kommune og øområde langs Helgelandskysten, i Nordland fylke i det nordlige Norge, lidt syd for polarkredsen. Øerne som har ca. 1270 indbyggere (2011), har været beboet siden stenalderen. Øerne har været på UNESCOs verdensarvsliste siden 2004 for at vise hvordan fiskerne/landmændene over 1.500 år har kunnet opretholde et samfund på en unik måde, bl.a. ved indsamling af dun fra edderfugle, hvor de enkelte husstande sørger for faste redepladser til fuglene.
Hovedøen er den ca. 15 gange 15 km store ø Vega med hovedbyen Gladstad (283 indb. 2011). Her ligger blandt andet rådhuset, Vega Bygdemuseum og Vega kirke, som er en langkirke fra 1864.
Vegas sydlige del er domineret af det ca. 800 m høje fjeld Trolltinden, den nordlige del er overvejende et moselandskab. Øerne Hysvær og Søla er en del sf det fredede naturområde Hysvær/Søla. Foruden Vega er også øerne Ylvingen og Omnøy beboet. Andre fredede områder er naturreservaterne Eidemsliene og Lånan/Skjærvær. Vegaåøernen består af omkring 6000 øer og skær.
Fra gammel tid var fiskeri den dominerende næringsgren. Vega er en typisk primærkommune baseret på landbrug og fiskeri. Den vigtigste del af landbrugsproduktionen er mælk og kød. Der drives overvejende kystfiskeri efter torsk, kuller og sej, men en del deltager også i fiskeri på Lofoten.

## Større øer
Ylvingen har et areal på 7,6 km² og har omkring 30 fastboende. Der er færgeforbindelse til fastlandet og til Vega samt hurtigbådsforbindelse til Brønnøysund og Sandnessjøen. Under 2. verdenskrig havde øen ca. 200 indbyggere og ca. 250 krigsfanger fra Rusland, Serbien og Polen som arbejdede med at bygge tyske fæstningsanlæg på øen. Ylvingen bliver af de fleste på Helgeland kaldt Ulvingen, mens beboerne selv og de nærmeste naboer kalder øen Ølvinje. Øens skole blev nedlagt omkring 1995 og udlejes nu til turisterne.
Lånan nord for Vega består af mange holme og skær. De første beretninger om folk som boede på Lånan er fra 1660, men antagelig har der boet folk der før den tid. Der kunne fiskes hele året, og om foråret kom der tusinder af søfugle på holmene og skærerne, hvorefter æggene og dunen kunne høstes. Der er syv beboelseshuse på Lånan hvor der tidligere boede otte familier. De levde af fiskeri, jordbrug og edderfugledrift. De forbedrede jorden med tang. Om sommeren blev dyrene flyttet til holmene omkring Lånan. Hver morgen og aften roede kvinderne ud til holmene for at malke. Om vinteren tog de fleste mænd til Lofoten på fiskeri. Børnene blev sendt på internat- skole i syvårs-alderen til Skogsholmen. De var 14 dage på skolen og 14 dage hjemme. Da Lånan 1965 fik elektricitet, havde øen ca. 40 indbyggere. Der anløb en rutebåd, og der blev bygget et fryseri. De sidste fastboende forlod øen i 1980. I nutiden kommer fuglevogterne fra Vega for at lave reder til edderfuglene i rugepeioden. De bor i husene og til gengæld for at vogterne beskytter fuglene kommer de tilbage hvert år, og giver vogterne edderdun og æg. Om sommeren benyttes boligerne som feriehuse.
Skjærvær ligger vest for Vega og består af en større ø med bebyggelse, og ca. 8 mindre skær. Skjærvær var et af Vegaøernes største fiskelejer. 20 af bygningerne er renoveret og fredet, herunder et stuehus, stald, hytter, levertranfabrikken, og flere af de gamle edderfuglerugehuse. 1647 boede der to husmænd på øen og i 1865 16. Jorden var delt mellem gårdene Nordparten og Sørparten, som til sammen havde 5 køer, 20 får, 2 grise og 4 geder. I slutningen af 1800-tallet blev der opført rorbuer. I 1918 fiskede 90 mænd i 20 både fra Skjærvær. 1986 flyttede den sidste familie fra øen. Der arrangeres om sommeren bådture til Skjærvær og det er muligt at leje en rorbu ved molen.
Skogsholmen nord for Vega er frugtbar så det var mulig at dyrke grønsager, korn og holde husdyr. Øen har også en artsrig flora. Som de andre Vegaøer ernærede beboerne foruden landbrug og fiskeri sig med æg og dunindsamling. Der var oprindelig 4 gårde som efterhånden blev til 8. Gårdenes stuehuse og stalde er bevaret. Gårdene ejes i nutiden af arvingerne. Øen fik sin første skole omkring 1890. Efterhånden som omgangsskolerne blev nedlagt på naboøerne blev eleverne flyttet til Skogsholmens skole. Eleverne fra de andre øer boede på de lokale gårde mens de gik i skole. Det var grunden til at der 1939 blev bygget en ny internatskole.
Omkring 1920 havde Skogsholmen 90 indbyggere og det samme antal husdyr. Der var dampskibskaj, skole, postkontor, bedehus og to butikker. Efter kommunesammenlægningen i 1962 blev Skogsholmen en del af Vega kommune. Øen fik strøm i 1964. De sidste fastboende flyttede fra øen i 1970erne. Øen gæstehus med 18 værelser og restaurant har åbent fra juni til september. – Der går daglig hurtigbåd fra Sandnessjøen – Kirkøy (Vega) som anløber Skogsholmen når der gives signal.
Omnøy med 2 indbyggere ligger ca. 3 km nord for Vega, nordøst for Skogsholmen. Øen havde år 1900 43 indbyggere. Der er kun en familie tilbage på øen. Omkring 1900 var der både skole og butik. Senere kom børnene på internatskolen på Skogsholmen. Foruden de nuværende beboeres hus, er der kun nogle få huse tilbage som bruges til fritidsboliger.
Bremsteinvær er tre mindre øer og flere små holme og skær, der ligger yderst mod vest og ca. 28 km fra Vega. Øgruppen har været beboet i mange århundreder, og blev første gang nævnt i 1653 som husmandsplads. De sidste indbyggere forlod Bremstein i 1923, da den sidste familie flyttede til hovedøen Vega. Et fiskebrug, 4 rorbuer og et trandamperi er med fondsmidler blevet renoveret.
Hysvær der ligger i Kilværfjorden, nordvest for Vega, består af ca 200 øer, holme og skær. Tidligere boede over 100 mennesker på Hysvær, og fiskeri og dunindsamling var hovedindtægtskilderne. Øystein Ludvigsen og Snefrid Jakobsen fører traditionen videre, og er blandt de fuglevogtere som bruger hele foråret og sommeren til at lave redepladser (små huse). Der har været både skole, butik, telegraf, post- og dampskisekspedition. Hysværøerne har et rigt fugleliv. Foruden edderfugle er der både havørn og skarv i området. Bramgåsen raster i området på vej fra Skotland til Svalbard. I alt er der registreret 228 forskellige fuglearter på øerne i området. I den gamle skolebygningen på Svinskjeret er det i dag en café med mulighed for overnatning. Hysvær har anløb af hurtigbåd fra Vega.
Tåvær er en lille øgruppe nordøst for Vega. Kun den nordlige del af hovedøen (Vesterøyan) har bygninger i dag. Øen har haft tre husstande, og var beboet indtil 1985. En af ejerne drev et handelssted med butik og posthus (Taavær poståpneri blev oprettet 1.4.1912 og nedlagt 3.9.1985). Beboelseshuset er fra 1875. Den øvrige bebyggelse består af butikkbygning, udhus, elhus, brygge og kaj. Den restaurede Øverstua fra 1793, der ligger øverst på øen, ejes i nutiden af foreningen Vegaøyans Venner. Tåvær kan kun anløbes med egen båd. Da øen er i privat eje, er det bedst at kontakte ejerne, hvis man vil besøge øen. Nærmere information fås på Vega Turistinformation.
Igerøy øst for Vega har et areal på 6,6 km² og 132 indb. (2001). Øen har vejforbindelse til Vega og øens havn er Vegas færgeforbindelse til Ylvingen, Horn i Brønnøy og Tjøtta i Alstahaug. Ved færgelejet er der campingplads, lystbådehavn og overnatningsmuligheter i rorbuer. Fabrikken Vega Delikatesser på Igerøy producerer fiskekonserves. Igerøy poståpneri blev åbnet 1.10.1906 og nedlagt 31.8.1964.

## Galleri
- Vega
- Vega
- Nes, Vega
- Eidern Strand,Vega
- Søla
- Søla
- Hysvær
- Hysvær
- Ylvingen
- Igerøya